# Achaicus
Achaicus (wörtlich: „Aus Achaia stammend“ oder „Zu den Achaiern gehörend“), auch griechisch „Achaikos“, ist ein römisches Cognomen und Agnomen. Ein Nebenzweig des plebejischen gens Popillia führte das Cognomen Achaicus Quietus.

## Agnomen
- Lucius Mummius Achaicus, Konsul im 2. Jahrhundert v. Chr., erhielt den Beinamen für die Unterwerfung des Achaiischen Bundes

## Cognomen
- Achaicus, frühchristlicher Heiliger aus Korinth, 1. Jahrhundert n. Chr.
- Mummia Achaica, Mutter von Kaiser Galba, 1. Jahrhundert v. Chr.